# 스파이더맨: 브랜드 뉴 데이
"스파이더맨: 브랜드 뉴 데이"(영어: Spider-Man: Brand New Day)는 2026년 개봉 예정인 미국의 슈퍼히어로 영화이다. 데스틴 대니얼 크레턴이 감독을 맡았으며, 2021년 영화 《스파이더맨: 노 웨이 홈》의 속편이다.